# 圣赫勒拿立法委员会

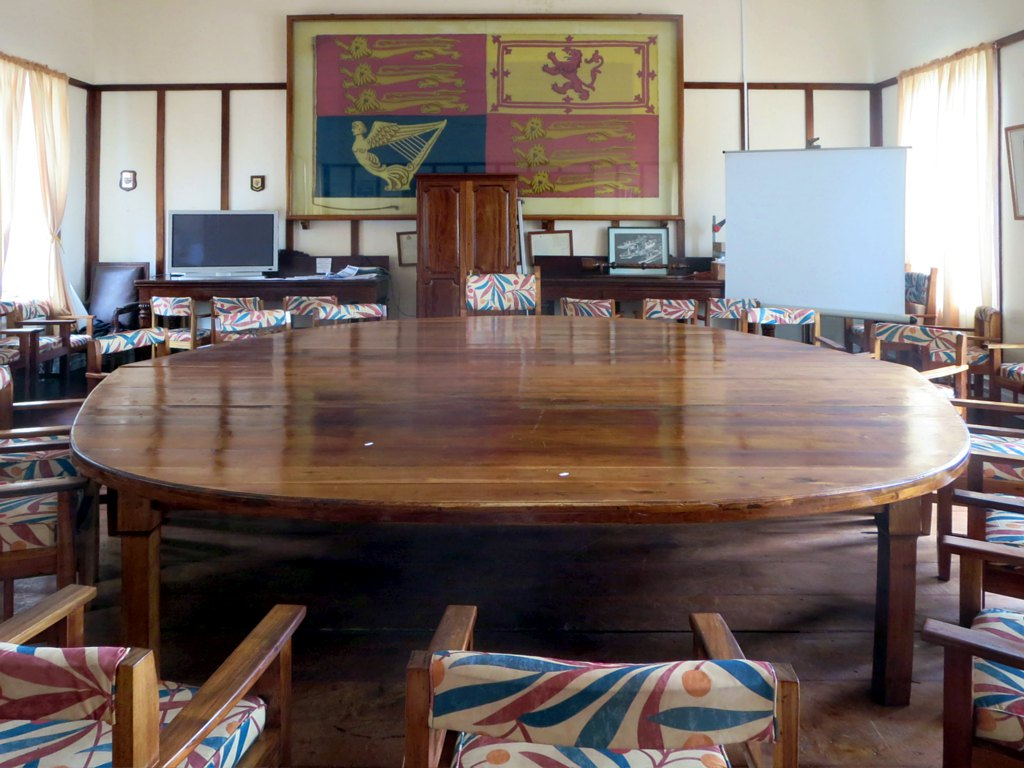
位於詹姆斯敦城堡的議事廳

圣赫勒拿立法会（英語：Legislative Council of Saint Helena）是英国属地圣赫勒拿、阿森松和特里斯坦-达库尼亚三个组成部分之一的圣赫勒拿的立法机关。立法会实行一院制。立法会有15名议员，其中12名由直接选举产生，任期4年，另外3名是当然议员，由总督任命。现任议长是埃里克·本杰明。
立法会從成員中選出聖赫勒拿首席部長，並由總督任命為聖赫勒拿政府首長。